# Joshua Reynolds (político)
Joshua Reynolds  (Maidenhead, 13 de enero de 1999)   es un político liberal demócrata británico. Es miembro del Parlamento por Maidenhead desde 2024, ganando el escaño de la ex primera ministra Theresa May, tras su retiro político. Reynolds ha sido concejal del Ayuntamiento de Windsor y Maidenhead desde 2019.

## Primeros años y carrera
Reynolds nació y se crio en Maidenhead, estudió en la Universidad Metropolitana de Cardiff estudios comerciales y de administración. Después de dejar la universidad, trabajó como gerente para la cadena de supermercado y tiendas Co-op.

## Carrera política
Reynolds fue elegido como concejal/regidor de Windsor y Maidenhead para el barrio de Furze Platt en las elecciones municipales de 2019. Fue reelegido en 2023 y se convirtió en miembro del ejecutivo local, en el consejo para "comunidades y ocio".
Reynolds fue el candidato demócrata liberal para el distrito electoral de Maidenhead en las elecciones generales de 2019, quedando en segundo lugar detrás de la ex primera ministra conservadora Theresa May.
May se retiró de la política y no se presentó a las elecciones generales de 2024 y Reynolds se convirtió en el primer diputado no conservador por Maidenhead en más de 100 años. Obtuvo una mayoría de 2963 votos, anulando la mayoría conservadora de 18846 de 2019.

## Vida personal
Reynolds es abiertamente homosexual y está casado.